# Federația Internațională de Gimnastică
Federația Internațională de Gimnastică (FIG), conform originalului din franceză: Fédération Internationale de Gymnastique (FIG) ori, conform des utilizatei denominalizări din engleză: [the] International Federation of Gymnastics (IFG), este organul mondial care conduce activitățile internaționale din domeniul gimnasticii.
Sediul Federației Internaționale de Gimnastică se află în orașul Moutier din Elveția. FIG a fost fondată în 23 iulie 1881 în orașul Liège din Belgia, fiind cea mai veche federație internațională sportivă. Numele original al organizației era Federația Europeană de Gimnastică, având doar trei membri, Belgia, Franța și Țările de Jos. Numele a fost menținut până în 1921, când primele țări ne-europene au fost admise în organizație, după care numele i-a fost schimbat în cel actual.

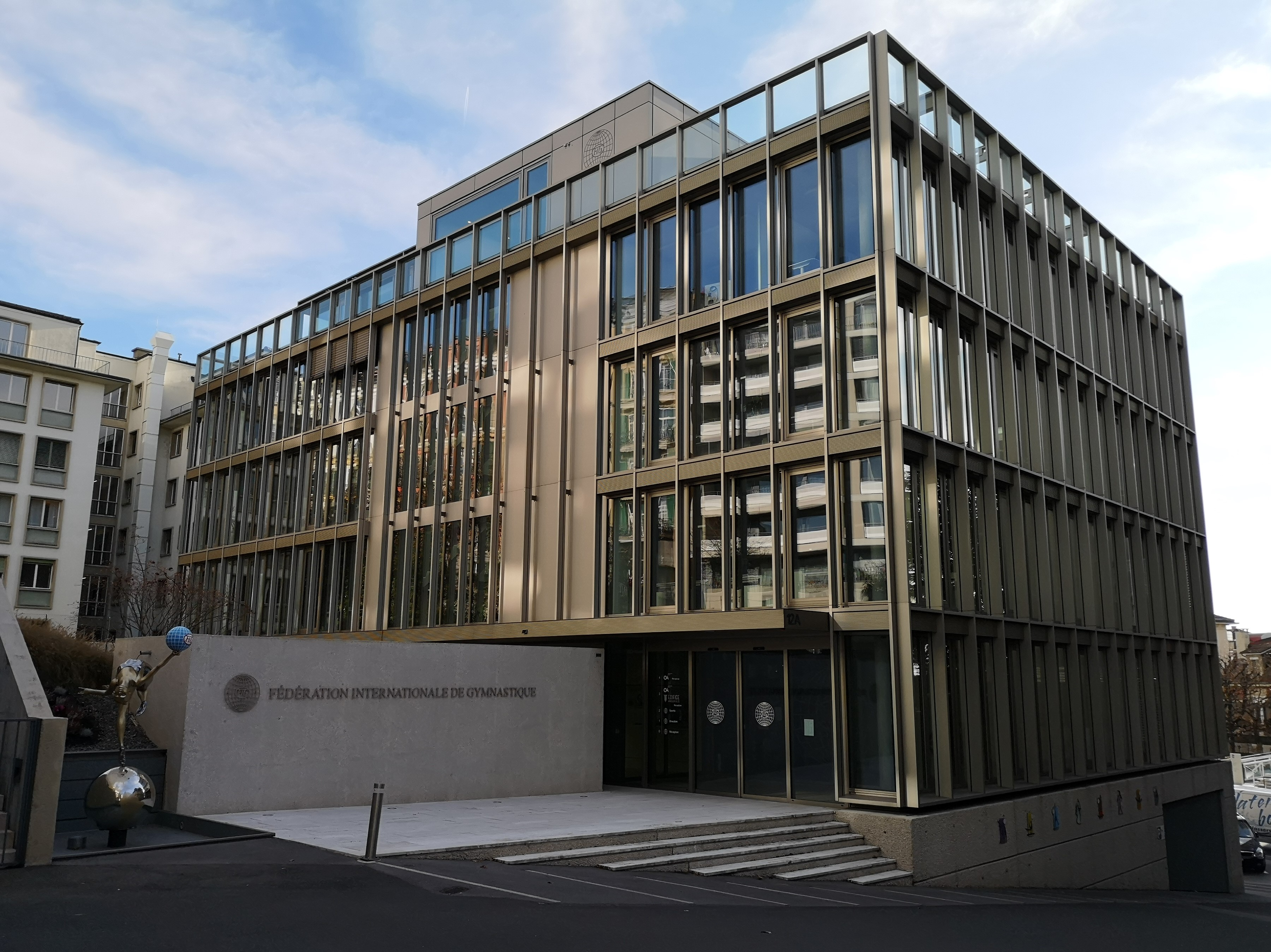
Sediul federației din Lausanne

Federația are propriul său cod de reguli cunoscut sub numele de Cod de punctaj, care prezintă norme și reguli clare în ceea ce privește evaluarea exercițiului unui gimnast.
Există șase (sau șapte — depinzând cum se numără) discipline care sunt guvernate de FIG:
1. Gimnastică artistică
  1. Gimnastică artistică masculină
  2. Gimnastică artistică feminină
2. Gimnastică ritmică
3. Gimnastică aerobică sportivă
4. Gimnastică aerobică acrobatică
5. Trampolining
6. Gimnastică generală

## Organizare
Din comitetul de conducere fac parte președintele și vicepreședintele — Congresul fiind organizat o dată la doi ani—, Comitetul Executiv, Consiliul și șapte Comisii Tehnice pentru fiecare disciplină.
În 2007 erau 128 de federații afiliate la FIG și două federații asociate, cât și patru Uniunii Continentale:
- Uniunea Europeană de Gimnastică (UEG)
- Pan-American Gymnastic Union (PAGU)
- Uniunea Asiatică de Gimnastică (AGU)
- Uniunea Africană de Gimnastică (UAG)

## Competiții principale
- Competiții olimpice
- Campionatul Mondial de Gimnastică
- Cupa Mondială

## Federații afiliate
- Gimnasia Argentina
- Gymnastics Australia Arhivat în 10 iulie 2013, la Wayback Machine.
- Brazilian Gymnastics Federation
- British Gymnastics
- Gymnastics Canada Arhivat în 1 iulie 2007, la Wayback Machine.
- Chinese Gymnastics Association Arhivat în 1 aprilie 2001, la Wayback Machine.
- Czech Gymnastics Federation[nefuncțională]
- Fédération Française de Gymnastique
- Irish Gymnastics Association Arhivat în 22 octombrie 2011, la Wayback Machine.
- Federazione Ginnastica d'Italia
- Japan Gymnastic Association Arhivat în 17 septembrie 2014, la Wayback Machine.
- Mexican Gymnastics Federation Arhivat în 24 aprilie 2021, la Wayback Machine.
- GymSports New Zealand Arhivat în 12 decembrie 2013, la Wayback Machine.
- Polish Gymnastic Association Arhivat în 29 ianuarie 2008, la Wayback Machine.
- Romanian Gymnastics Federation
- USA Gymnastics Arhivat în 18 iunie 2012, la Wayback Machine.